# Ali Bakiu
Ali Bakiu (1911 Tirana – 10. května 1981) byl albánský fotograf. Narodil se v roce 1911 v Tiraně. Za vlády Ahmeta Zog se zabýval komerční fotografií. Korespondoval si s mnoha fotografickými firmami a ateliéry po celém světě, což mu umožnilo zavedení moderních fotografických nástrojů v Albánii. Za své politické přesvědčení byl uvězněn na 25 let. Zemřel 10. května 1981 ve věku 70 let.